# Iazíkovka (Petrovsk)
|  | Per a altres significats, vegeu «Iazíkovka». |

Iazíkovka (en rus: Языковка) és un poble de l'óblast de Saràtov, a Rússia, segons el cens del 2010 tenia 53 habitants. Pertany al districte municipal de Petrovsk.